# Minhenski priručnik demonske magije
Minhenski Priručnik Demonske Magije (CLM 849 iz Državne Biblioteke Bavarije, Minhen) je grimorijumski rukopis iz 15. veka. Tekst, koji je napisan na latinskom jeziku, se u velikoj meri bavi demonologijom i nekromantijom.
Tekst tog rukopisa je ponovo objavljen 1998. godine pod nazivom Zabranjeni obredi: Nekromantičarski priručnik iz 15. veka. Delovi tog teksta, u prevodu na engleski jezik, su isto tako predstavljeni u Zabranjenim obredima, uključeni u autorovom tekstu kako o Minhenskom priručniku, tako i o grimorijumima u opšte. Minhenski pruručnik tek treba da bude objavljen u celosti preveden na engleski jezik.

## Literatura
- Ričard Kijekhefer, Zabranjeni obredi: Nekromantičarski priručnik iz petnaestog veka, Pennsylvania State University Press (1998),  978-0-271-01751-8

## Spoljašnji izvori
- Minhenski Priručnik Demonske Magije na Okultopediji.